# Marc Bolan

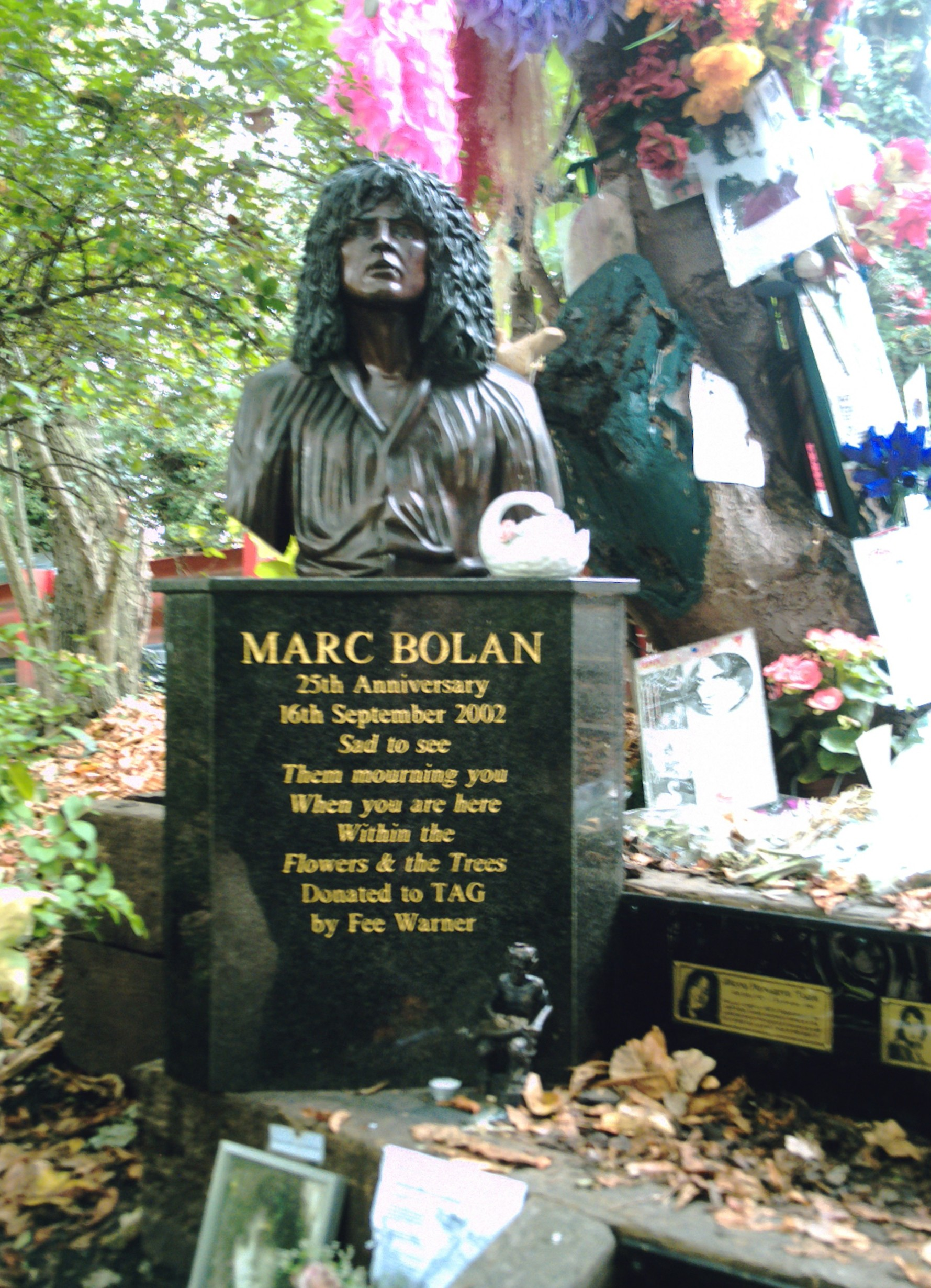
Bustul lui Marc Bolan

Marc Bolan (n. Mark Feld, 30 septembrie 1947, d. 16 septembrie 1977) a fost un cântăreț, compozitor și chitarist britanic care a cântat, printre altele, cu John's Children și cu formația glam rock T. Rex.